# Perizoma minorata
Perizoma minorata is een vlinder uit de familie van de spanners (Geometridae).
De spanwijdte van deze vlinder is 16 tot 20 millimeter. De grondkleur van de voorvleugel is lichtgrijs. De tekening bestaat uit donkere bruingrijze en meestal ook deels geelbruine dwarsbanden. 
De soort gebruikt ogentroost als waardplant. De rupsen eten van de zich ontwikkelende zaden. De soort vliegt in een jaarlijkse generatie van eind juni tot in augustus. De rups is te vinden in augustus en september. De pop overwintert.
De soort komt verspreid in Europa voor, niet in Nederland en België.